# كاثلين بيكر
كاثلين بيكر (من مواليد 28 فبراير 1997) هي سباح منافسة أمريكية متخصصة في فعاليات السباحة الحرة وسباحة الظهر. في الألعاب الأولمبية الصيفية 2016، فازت بميدالية ذهبية في سباق التتابع المتنوع 4 × 100 متر وميدالية فضية في سباحة الظهر 100 متر. وهي حاملة الرقم القياسي العالمي السابق في سباحة 100 متر ظهر، في 28 يوليو 2018 في 58.00 في مركز وليام ووليت جونيور للرياضات المائية في إيرفين، كاليفورنيا. بيكر هي أيضًا صاحبة الرقم القياسي العالمي السابق في سباق التتابع المتنوع 4x100 متر مع ليلي كينغ ودانا فولمر وسيمون مانويل.